# 平川市立広船小学校
平川市立広船小学校（ひらかわしりつ ひろふねしょうがっこう）は、青森県平川市の旧平賀町域にあった公立小学校である。

## 沿革
- 1901年（明治34年）8月10日 - 広船尋常小学校として創立。竹館村広船字福田148番地に校舎を新築。
- 1902年（明治35年）1月28日 - 竹館村大字広船字福田148番地に校舎完成し、授業開始[1]。
- 1940年（昭和15年）4月 - 高等科生は、竹館小学校へ通学。
- 1941年（昭和16年）4月1日 - 国民学校令により、広船国民学校と改称。
- 1944年（昭和19年）10月29日 - 広船字福田243番地に、校舎が新築・移転。
- 1945年（昭和20年）4月1日 - 高等科第2学年のみ、竹館小学校へ通学。
- 1947年（昭和22年）4月1日 - 学校教育法により、竹館村立広船小学校と改称。同日、広船中学校を併設（1949年（昭和24年）3月21日まで）[2]。
- 1955年（昭和30年）
  - 3月1日 - 5町村合併により、平賀町立広船小学校と改称。
  - 3月31日 - 校旗樹立。
- 1956年（昭和31年）1月1日 - 校歌制定。
- 1963年（昭和38年）12月 - 校舎増改築。
- 1964年（昭和39年）9月 - プール新設。
- 1975年（昭和50年）5月 - 水害により、床上浸水と校庭が流出する被害が出た。
- 1978年（昭和53年）6月 - プール再建。
- 1980年（昭和55年） - 広船字福田534番地に新たな校地取得。
- 1981年（昭和56年）7月 - 新校舎建築開始。
- 1982年（昭和57年）
  - 7月31日 - 新校舎落成・引き渡し。
  - 8月31日 - （新校舎）落成記念式典挙行。校章制定、校旗樹立。記念碑及び位置座標の除幕式を行う。
- 1991年（平成3年） - 午前5時間授業及びノーチャイム制が始まる。
- 2000年（平成12年） - 創立100周年記念式典が挙行される。
- 2005年（平成17年）  - 午前5時間制を廃止。2学期制を導入。
- 2006年（平成18年）1月1日 - 市町村合併により、平川市立広船小学校と改称。
- 2012年（平成24年）3月31日 - 閉校。平川市立平賀東小学校へ統合。

## 学区
広船地区。